# Combretum discolor
Combretum discolor är en tvåhjärtbladig växtart som beskrevs av Paul Hermann Wilhelm Taubert. Combretum discolor ingår i släktet Combretum och familjen Combretaceae. Inga underarter finns listade i Catalogue of Life.